# ادوارد دبلیو. کارتر
ادوارد دبلیو. کارتر (Edward W. Carter) (زادهٔ ۲۹ ژوئن ۱۹۱۱ ـ درگذشت آوریل ۱۹۹۶)، تاجر، مجموعه‌دار آثار هنری و نوع‌دوست آمریکایی بود. وی به‌عنوان رئیس فروشگاه‌های برادوی و همچنین مدیر هیئت‌مدیرهٔ دانشگاه کالیفرنیا فعالیت می‌کرد. او مالک باغ ژاپنی هانا کارتر بود.

## اوایل زندگی
کارتر در ۲۹ ژوئن سال ۱۹۱۱ در کومبرلند ایالت مریلند چشم به جهان گشود. در نه سالگی، پدرش را از دست داد و کمی پس از آن، به همراه مادرش، رز پرایس کارتر و خواهرش، روت، به لس‌آنجلس در ایالت کالیفرنیا مهاجرت کرد. کارتر در دبیرستان هالیوود درس خواند در طول تحصیل در مدرسه کالج کار هم می‌کرد. وی دانش‌آموختهٔ دانشگاه کالیفرنیا، لس‌آنجلس است و مدرک کارشناسی ارشد خود را در رشتهٔ مدیریت بازرگانی از مدرسهٔ کسب‌وکار هاروارد دریافت کرد. او پیشنهاد تدریس در دانشگاه هاروارد را نپذیرفت تا بتواند بر کسب‌وکار خود متمرکز شود.

## حرفه
در سال ۱۹۴۵، مدیر اجرایی فروشگاه‌های برادوی بود که بعدها با ۱۵۰ فروشگاه و میزان فروشی در حدود ۷٫۵ میلیارد دلار در سال وقف شد. پس از جنگ جهانی دوم، او فروشگاه‌های جدیدی را در کنار بزرگ‌راه‌های آمریکا افتتاح کرد. در سال ۱۹۴۶، مرکز کرنشاو متعلق به وی در حومهٔ شهر لس‌آنجلس، از اولین مراکز خرید در ایالات متحده آمریکا بود. کارتر بخشی از سهام خود را به شرکت برادارن هیل واگذار نموده و در سال ۱۹۵۰ این دو شرکت باهم ادغام شدند. فروشگاه‌های آن‌ها شامل امپریوم، نیمان مارکوس، والدن‌بوکس و برگدورف گودمن بود. او به‌عنوان عضوی از هیئت‌مدیرهٔ اتاق بازرگانی منطقهٔ لس‌آنجلس، انجمن خرده‌فروشان کالیفرنیا، شعبهٔ لس‌آنجلس بانک فدرال رزرو سان‌فرانسیسکو، شرکت هواپیمایی نورثروپ و بانک کالیفرنیا فعالیت می‌کرد.

## نوع‌دوستی
کارتر یکی از مؤسسان موزهٔ هنر لس‌آنجلس و مرکز موسیقی این شهر بود. او مجموعه‌دار سرشناس بین‌المللی نقاشی‌های عصر طلایی هلند است، پنجاه تابلوی نقاشی را به موزهٔ هنر لس‌آنجلس اهدا نمود. کارتر همچنین باغ ژاپنی هانا کارتر را به دانشگاهی که خود در آن تحصیل کرده بود، یعنی دانشگاه کالیفرنیا، لس‌آنجلس بخشید. وی از فیلارمونیک لس‌آنجلس و اپرای سان‌فرانسیسکو حمایت مالی می‌کرد.
وی میان سال‌های ۱۹۵۲ تا ۱۹۸۸ عضو هیئت‌مدیرهٔ دانشگاه کالیفرنیا و کالج اکسیدنتال بود.

## زندگی شخصی
کارتر در شهرک بل ایر واقع در لس‌آنجلس سکونت داشت. او دوبار ازدواج کرد. همسر اولش، کریستین دیلی کارتر، زمانی که کارتر در قید حیات بود، دارفانی را وداع گفت. آن‌ها پسری به‌نام ویلیام کارتر و دختری به‌نام آن کارتر هونکه داشتند. بعدها او با هانا کارتر که عضو تیم اسکی ایالات متحده آمریکا در المپیک تابستانی ۱۹۳۶ بود، ازدواج کرد.

## وفات
در آوریل سال ۱۹۹۶، کارتر در شهرک بل ایر بر اثر ابتلا به سرطان لوزالمعده از دنیا رفت. مراسم یادبود او در کلیسای اسقفی سنت آلبان در وست وود، لس‌آنجلس برگزار شد.